# 榎本次郎右衛門 (1876年生)

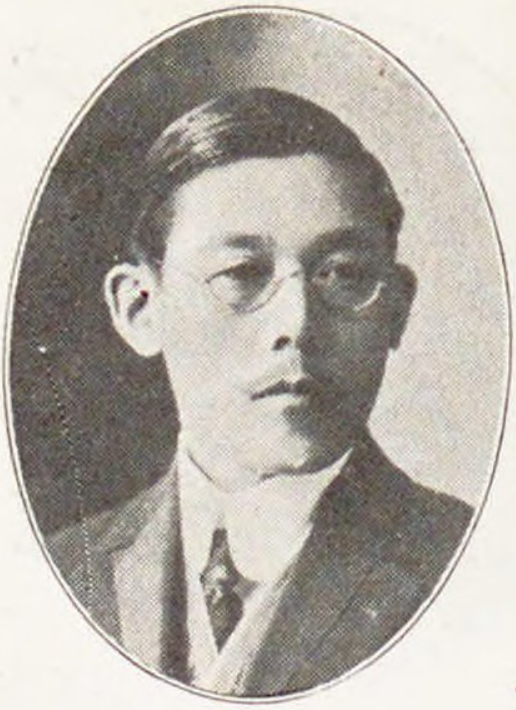
15代 榎本次郎右衛門

15代 榎本 次郎右衛門（えのもと じろううえもん、1876年（明治9年）4月13日 - 1926年（大正15年）5月11日）は、明治時代後期から大正時代の政治家。衆議院議員（1期）。

## 経歴
先代榎本次郎右衛門の子として千葉県相馬郡布佐村（東葛飾郡布佐町、我孫子町を経て現在の我孫子市）に生まれる。小学校、中学校を経て、東京法学院を卒業し、家業の農業を手伝う。布佐町会議員を経て、同町長を4年務め、東葛飾郡会議員、千葉県会議員などを歴任する。ほか、会社、銀行の重役を務めた。
1915年（大正4年）3月の第12回衆議院議員総選挙では千葉県郡部から憲政会所属で出馬し当選。1期務めた。

## 親族
- 父：14代 榎本次郎右衛門（衆議院議員）